# Kościół św. Anny w Sterdyni
Kościół Świętej Anny w Sterdyni – rzymskokatolicki kościół parafialny należący do dekanatu Sterdyń diecezji drohiczyńskiej.
Obecna świątynia została zbudowana w stylu późnobarokowym w latach 1776-1783 przez ówczesnych właścicieli Sterdyni - hrabiego Antoniego Ossolińskiego, starostę sulejowskiego oraz jego syna hrabiego Stanisława z Tęczyna Ossolińskiego, a także żonę Józefę z Morsztynów. Nowy kościół został konsekrowany w dniu 2 czerwca 1811 roku przez księdza Wojciecha Leszczyca Skarszewskiego, biskupa lubelskiego. W 1842 roku świątynia została gruntownie odrestaurowana, a w 1887 roku dzięki staraniom ówczesnych właścicieli Sterdyni: Ludwika Górskiego herbu Boża Wola i jego żony Pauliny z hrabiów Krasińskich herbu Ślepowron na miejscu starych zrujnowanych zostały wzniesione dwie nowe wieże. 
Ponownie odrestaurowany w 1905-1906 oraz w 1952.
W 2003 roku dzięki staraniom księdza kanonika Jana Terleckiego zostały zbudowane nowe kamienne schody do świątyni, a w 2004 roku nowa posadzka z marmuru w prezbiterium. W latach 2005–2006 zostało odrestaurowane wnętrze kościoła, a także elewacja zewnętrzna i fasada frontowa. Dzięki staraniom proboszcza księdza kanonika doktora Zbigniewa Rycaka, w 2012 roku wokół świątyni została położona kostka granitowa, w ramach dotacji z funduszy europejskich.

## Architektura
Budowla późnobarokowa, orientowana, murowana z cegły, trzynawowa. Forma bazylikowa z fasadą dwuwieżową.
W kościele znajduje się ołtarz główny w stylu barokowo-klasycystycznym, pochodzący z końca XVIII wieku, posiadający rzeźby świętych: Józefa, Judy, Tadeusza, Mateusza, Jakuba Starszego oraz rzeźby alegoryczne: Wiary i Nadziei. W zwieńczeniu ołtarza jest umieszczony obraz, na którym przedstawiona jest św. Anna, nauczająca Maryję. Według niepotwierdzonych źródeł obraz został namalowany w końcu XVIII wieku przez Franciszka Smuglewicza. Świątynia posiada ponadto chrzcielnicę i ambonę z XVIII wieku (z rzeźbą Chrystusa Króla jako Dobrego Pasterza) oraz liczne obrazy i tablice epitafijne i pamiątkowe: Ossolińskich, Krasińskich i Górskich, pochodzące z II połowy XIX stulecia.
Na osi prezbiterium znajduje się zejście do krypty grobowej Ossolińskich.